# Сен-Мартен-де-Вильреглан
Сен-Марте́н-де-Вильрегла́н (фр. Saint-Martin-de-Villereglan) — коммуна во Франции, находится в регионе Лангедок — Руссильон. Департамент коммуны — Од. Входит в состав кантона Лиму. Округ коммуны — Лиму.
Код INSEE коммуны — 11355.

## Население
Население коммуны на 2008 год составляло 334 человека.
| 1962 | 1968 | 1975 | 1982 | 1990 | 1999 | 2008 |
| ---- | ---- | ---- | ---- | ---- | ---- | ---- |
| 213  | 227  | 172  | 190  | 223  | 248  | 334  |

## Экономика
В 2007 году среди 232 лиц в трудоспособном возрасте (15—64 лет) 176 были экономически активными, 56 — неактивными (показатель активности — 75,9 %, в 1999 году было 77,2 %). Из 176 активных работали 159 человек (85 мужчин и 74 женщины), безработных было 17 (9 мужчин и 8 женщин). Среди 56 неактивных 17 человек были учениками или студентами, 26 — пенсионерами, 13 были неактивными по другим причинам.

## Достопримечательности
- Военный мемориал в память о погибших в двух мировых войнах
- Замок Вильреглан
- Церковь Нотр-Дам-дю-Разе
- Колонна мира